# طيهوج البندق
طيهوج البندق (الاسم العلمي: Tetrastes bonasia) (بالإنجليزية: Hazel Grouse)‏ هو نوع من الطيور يتبع جنس الطيهوج من الفصيلة التدرجية.

## التوزع
28 نوع، 18 حية، 24 مستحاثات من أوائل العصر الميوسيني لأمريكا الشمالية. يوجد حول القطب في المناطق المعتدلة والمجاورة للمنطقة القطبية في نصف الكرة الشمالي. غير مهاجرة، لكنها تتجول فصليا.

## الصفات المميزة
30-86سم الأرجل مغطاة بالريش. والأصابع أيضا مغطاة بالريش في بعضها. الذيل متغير. عادة أقصر من الجناح. الرأس فيه أحيانا بقع عارية. معظمة بني أو رمادي أو أسود، ، وتتحول ثلاث أنواع إلى بيضاء في الشتاء. الجنسان متشابهان وغير متشابهان.

## العادات
مفردة عادة تعيش على الأرض في جماعات صغيرة. تتغذى على المواد النباتية وبعض الحشرات. متعددة الأزواج مع عرض مغازلة متقن. بعض الأنواع له أرض مشتركة لعرض المغازلة حيث تأتي الإناث للتزاوج. تقوم الأنثى ببناء العش والحضانة ورعاية الفراخ وحدها البيوض 6-16 والعش على الأرض عادة.